# Галерија грбова Португалије
Галерија грбова Португалије обухвата актуелни Грб Португалије, историјске грбове Португалије, грбове португалских општина, грбове аутономних покрајина и грбове општина аутономних покрајина.

## Актуелни Грб Португалије
- Грб Португалије

## Историјски грбови Португалије
- 1095—1139
- 1139—1247
- 1248—1385
- 1385—1481
- Од 1482-е

## Грбови општина Дистрикта Авеиро
- Грб Агуеда
- Грб Албергариа-а-Веља
- Грб Ароука
- Грб Авеиро
- Грб Кастело де Паива
- Грб Еспињо
- Грб Естареха
- Грб Иљаво
- Грб града Гафања да Назаре (Општина Иљаво)
- Грб Меалхада
- Грб Муртоса
- Грб Оливеира де Аземеис
- Грб Оливеира де Баиро
- Грб Овар
- Грб Санта Марија де Феира
- Грб града Фиајес (Општина Санта Марија де Феира)
- Грб града Лоуроса (Општина Санта Марија де Феира)
- Грб Сао Жоао да Мадеира
- Грб Савер до Воуга
- Грб Вагос
- Грб Вале де Камбра

## Грбови општина Дистрикта Бежа
- Грб Алжустрел
- Грб Алмодовар
- Грб Алвито
- Грб Баранкос
- Грб Беже
- Грб Кастро Верде
- Грб Куба
- Грб Фереира до Алентехо
- Грб Мертола
- Грб Моура
- Грб Одемира
- Грб Оурик
- Грб Серпа
- Грб Видигуеира

## Грбови општина Дистрикта Брага
- Грб Амарес
- Грб Барселоса
- Грб Брага
- Грб Кабасеирас де Басто
- Грб Селорико де Басто
- Грб Еспосенде
- Грб Фафе
- Грб Гимараиса
- Грб Повоа де Лањосо
- Грб Терас де Боуро
- Грб Виеира до Мињо
- Грб Вила Нова де Фамалисао
- Грб Вила Верде
- Грб Визела

## Грбови општина Дистрикта Браганса
- Грб Алфандежа да Фе
- Грб Браганса
- Грб Караседа де Ансиаес
- Грб Фреиксо де Еспада а Синта
- Грб Маседо де Кавалеирос
- Грб Миранда до Доуро
- Грб Мирандела
- Грб Могадоуро
- Грб Торе де Манкорво
- Грб Вила Флор
- Грб Вимиосо
- Грб Вињаис

## Грбови општина Дистрикта Кастело Бранко
- Грб Белмонте
- Грб Кастело Бранко
- Грб Ковиља
- Грб Фундао
- Грб Идања-а-Нова
- Грб Олеирос
- Грб Пенамасор
- Грб Проенса-а-Нова
- Грб Серта
- Грб Вила де Реј
- Грб Вила Веља де Родао

## Грбови општина Дистрикта Коимбра
- Грб Аржанила
- Грб Кантанхеде
- Грб Коимбра
- Грб Кондеикса-а-Нова
- Грб Фигеира де Фоз
- Грб Гоис
- Грб Лоуса
- Грб Мира
- Грб Миранда до Корво
- Грб Монтемор о Вељо
- Грб Оливеира до Хоспитал
- Грб Пампилоса да Сера
- Грб Пенакова
- Грб Пенела
- Грб Соуре
- Грб Табуа
- Грб Вила Нова де Поиарес

## Грбови општина Дистрикта Евора
- Грб Араиолос
- Грб Аландроал
- Грб Борба
- Грб Естремоз
- Грб Евора
- Грб Монтемор о Ново
- Грб Мора
- Грб Моурао
- Грб Портел
- Грб Редондо
- Грб Регуенгос де Монсараз
- Грб Вендас Новас
- Грб Виана до Алентежо
- Грб Вила Викоса

## Грбови општина Дистрикта Фаро
- Грб Албуфеира
- Грб Алкоутим
- Грб Алжезур
- Грб Кастро Марим
- Грб Фаро
- Грб Лагоа
- Грб Лагоса
- Грб Лоуле
- Грб града Картеира (Општина Лоуле)
- Грб Мончике
- Грб Олжао
- Грб Портимао
- Грб Сао Брас де Алпортел
- Грб Силвес
- Грб Тавира
- Грб Вила до Биспо
- Грб Вила Реал де Санто Антонио

## Грбови општина Дистрикта Гварда
- Грб Агвиар де Беира
- Грб Алмеида
- Грб Селорико да Беира
- Грб Фигвеира де Кастело Родриго
- Грб Гварда
- Грб Говеа
- Грб Мантеигас
- Грб Меда
- Грб Форнос де Алгодрес
- Грб Пињел
- Грб Сабугал
- Грб Сеиа
- Грб Транкосо
- Грб Вила Нова де Фоз Коа

## Грбови општина Дистрикта Леирија
- Грб Алкобака
- Грб Алвајазере
- Грб Ансиао
- Грб Батаља
- Грб Бомбарал
- Грб Калдас да Раиња
- Грб Кастањера де Пера
- Грб Фигуеиро дос Вињос
- Грб Леирија
- Грб Мариња Гранде
- Грб Назаре
- Грб Обидос
- Грб Петрожао Гранде
- Грб Помбал
- Грб Порто де Мос

## Грбови општина Дистрикта Лисабон
- Грб Аленкер
- Грб Амадора
- Грб Аруда дос Вињос
- Грб Азамбужа
- Грб Кадавал
- Грб Каскаиса
- Грб Лисабона
- Грб Лоурес
- Грб града Сакавен (Општина Лоурес)
- Грб Лоуриња
- Грб Мафра
- Грб Одивелас
- Грб Оеирас
- Грб Синтра
- Грб града Агуалва-Касем (Општина Синтра)
- Грб града Келуз (Општина Синтра)
- Грб Собрал де Монте Аграсо
- Грб Торес Ведрас
- Грб Вила Франка де Ксира
- Грб града Алверка до Риботехо (Општина Вила Франка де Ксира)
- Грб града Повоа де Санта Ирија (Општина Вила Франка де Ксира)

## Грбови општина Дистрикта Порталегре
- Грб Алтер до Чао
- Грб Арончес
- Грб Авис
- Грб Кампо Мејор
- Грб Кастело де Виде
- Грб Крато
- Грб Елвас
- Грб Фронтеира
- Грб Гавиао
- Грб Марвао
- Грб Монфорте
- Грб Ниса
- Грб Понте де Сор
- Грб Порталегре
- Грб Соусел

## Грбови општина Дистрикта Порто
- Грб Амаранте
- Грб Баио
- Грб Фелгуеирас
- Грб Гондомар
- Грб града Рио Тинто (Општина Гондомар)
- Грб града Валбом (Општина Гондомар)
- Грб Лоусада
- Грб Маија
- Грб Марко де Канавесес
- Грб Матосињос
- Грб града Сао Мамеде де Инфеста (Општина Матосињос)
- Грб Пакош де Фереира
- Грб града Фреамунде (Општина Пакош де Фереира)
- Грб Паредес
- Грб града Гандра (Општина Паредес)
- Грб града Ребордоса (Општина Паредес)
- Грб града Лордело (Општина Паредес)
- Грб Пенафиел
- Грб Порто
- Грб Повоа де Варзим
- Грб Санто Тирсо
- Грб Трофа
- Грб Валонго
- Грб града Ермесинде (Општина Валонго)
- Грб Вила до Конде
- Грб Вила Нова де Гаја

## Грбови општина Дистрикта Сантарем
- Грб Абрантес
- Грб Алканена
- Грб Алмеирим
- Грб Алпиарка
- Грб Бенавенте
- Грб Картаксо
- Грб Чамуска
- Грб Констанција
- Грб Коруче
- Грб Ентронкаменто
- Грб Фереира до Зезере
- Грб Голега
- Грб Макао
- Грб Оурем
- Грб града Фатима (Општина Оурем)
- Грб Рио Мајор
- Грб Салватера де Магос
- Грб Сантарема
- Грб Сардоал
- Грб Томара
- Грб Торес Новас
- Грб Вила Нова да Баркиња

## Грбови општина Дистрикта Сетубал
- Грб Алкасер до Сал
- Грб Алкочете
- Грб Алмада
- Грб града Коста да Капарика (Општина Алмада)
- Грб Бареиро
- Грб Грандола
- Грб Моита
- Грб Монтижо
- Грб Палмела
- Грб Сантјаго до Касем
- Грб града Санто Андре (Општина Сантјаго до Касем)
- Грб Сеиксал
- Грб града Аморам (Општина Сеиксал)
- Грб Сесимбра
- Грб Сетубал
- Грб Синес

## Грбови општина Дистрикта Вијана до Кастело
- Грб Аркос де Валдевез
- Грб Камиња
- Грб Мелгасо
- Грб Монсао
- Грб Паредес де Коура
- Грб Понте да Барка
- Грб Понте де Лима
- Грб Валенса
- Грб Вијана до Кастело
- Грб Вила Нова де Кервеира

## Грбови општина Дистрикта Вила Реал
- Грб Алижо
- Грб Ботикас
- Грб Шавеса
- Грб Месао Фрио
- Грб Мондим де Басто
- Грб Монталегре
- Грб Мурса
- Грб Песо да Рехуа
- Грб Рибеира де Пена
- Грб Саброса
- Грб Санта Марта
- Грб Валпакос
- Грб Вила Поука де Агуијар
- Грб Вила Реала

## Грбови општина Дистрикта Визеу
- Грб Армамар
- Грб Карегал до Сал
- Грб Кастро Даире
- Грб Синфаес
- Грб Ламего
- Грб Мангуалде
- Грб Моимента да Беира
- Грб Мортажао
- Грб Нелас
- Грб Оливеира де Фрадес
- Грб Пеналва до Кастело
- Грб Пенедоно
- Грб Резенде
- Грб Санта Комба Дао
- Грб Сао Жоао
- Грб Сао Педро до Сул
- Грб Сатао
- Грб Сернансеље
- Грб Табуасо
- Грб Тароука
- Грб Тондела
- Грб Вила Нова де Паива
- Грб Визеу
- Грб Воузела

## Грб Аутономне покрајине Азорска Острва
- Грб Азорских Острва

## Грбови општина Аутономне покрајине Азорска Острва
- Грб Лагоа
- Грб Нордесте
- Грб Понта Делгада
- Грб Повоазао
- Грб Рибеира Гранде
- Грб Вила Франка до Кампо
- Грб Ангра до Ероизмо
- Грб Праија до Виторија
- Грб Орта
- Грб Лахес до Пико
- Грб Мадалена
- Грб Сао Роке до Пико
- Грб Калета
- Грб Велас
- Грб Вила до Порто
- Грб Санта Круз да Грациоза
- Грб Лахес дас Флорес
- Грб Вила до Корво

## Грб Аутономне покрајине Мадеира
- Грб Мадеире

## Грбови општина Аутономне покрајине Мадеира
- Грб Фуншал
- Грб Санта Круз
- Грб града Аморам (Општина Санта Круз)
- Грб Камара де Лобос
- Грб Машико
- Грб Рибеира Брава
- Грб Калета
- Грб Понта до Сол
- Грб Сантана
- Грб Сао Висенте
- Грб Порто Санто
- Грб Порто Мониз